# Mega Man 2
Mega Man 2, известная в Японии как Rockman 2: Dr. Wily no Nazo (яп. ロックマン2 Dr.ワイリーの謎 Рокку Ман 2 Докута Вайри: но Надзо), — видеоигра в жанре action/платформер, разработанная и изданная компанией Capcom для игровой приставки Nintendo Entertainment System, вторая часть в серии Mega Man. Игра была издана в 1988 году в Японии, и в последующих годах в Северной Америке и PAL регионах. В Mega Man 2 главный протагонист по имени Мегамен продолжает свою борьбу против злого доктора Вайли и его роботов. Игра включает графические и геймплейные изменения, заметные по сравнению с первой игрой, и которые использовались позднее на протяжении всей серии.
Хотя продажи первой игры, Mega Man, были неудачными, компания Capcom позволила команде Rockman создать сиквел. Команда работала над другими проектами Capcom, а в свободное время занималась разработкой игры. Неиспользованное в предыдущей игре содержимое было включено в Mega Man 2. Такаси Татэиси сочинил саундтрек, а Ёсихиро Сакагути запрограммировал звуковой дизайн.
Игра стала бестселлером серии Mega Man, продавшись количеством более 1,5 млн копий. Критики высоко оценили игру, отметив что музыка, визуальные эффекты и игровой процесс улучшены по сравнению с первой игрой. Многие издания называли Mega Man 2 лучшей в серии и одной из величайших видеоигр всех времен. Игра была переиздана на нескольких различных приставках и мобильных телефонах.

## Сюжет
События Mega Man 2 происходят через некоторое время после событий Mega Man в XXI веке в неуказанном году 200X. После своего поражения в предыдущей игре, доктор Вайли, главный антагонист серии, строит новую крепость и войска из роботов во главе с 8 новыми Роботами-мастерами: Metal Man, Air Man, Bubble Man, Quick Man, Crash Man, Flash Man, Heat Man и Wood Man. Мегамен был послан своим создателем, доктором Лайтом, с задачей победить доктора Вайли и его Роботов-мастеров. Мегамен побеждает всех Роботов-мастеров, и бросает вызов самому доктору Вайли. Во время финального боя Вайли сбегает в пещеры под его крепостью, и когда Мегамен пускается в погоню, пытается обмануть того, выдав себя за инопланетянина. Однако Мегамен уничтожает инопланетянина, который оказывается голографической проекцией, управляемой Вайли. После того как учёный умоляет о пощаде, Мегамен решает пощадить того и возвращается домой.

## Игровой процесс

Игровой процесс игры Mega Man 2. Игрок использует вертолётную платформу для того чтобы пробраться через препятствие на первом этапе замка Вайли.

Mega Man 2, как и её предшественница Mega Man, является игрой в жанре платформера. Игрок управляет Мегаменом, которому предстоит пройти восемь уровней и победить их боссов, Роботов-мастеров: Metal Man, Air Man, Bubble Man, Quick Man, Crash Man, Flash Man, Heat Man и Wood Man. Каждый Робот-мастер имеет уникальное оружие и собственный уровень, которые соответствуют его гиммику[прояснить]. Например, Air Man стреляет небольшими торнадо и находится на небесном уровне, в то время как Wood Man может использовать щит из листьев и прячется в конце лесного уровня. После победы над боссом его оружие становится доступным игроку. Роботы-мастеры уязвимы для оружия некоторых других Роботов-мастеров, и поэтому выбор порядка прохождения уровней является важной частью игрового процесса. После прохождения соответствущего количества уровней Мегамен может получить специальные предметы, которые позволяют создавать различные платформы, с помощью которых можно достичь помещений, ранее недоступных.
После победы над восемью Роботами-мастерами игрок достигает крепости доктора Вайли, которая состоит из шести последовательных уровней. Как и в первой игре, игроку нужно сразиться с каждым Роботом-мастером по новой, однако все бои происходят в одной комнате. Комната содержит не подписанные телепортационные устройства, которые могут быть пройдёны в любом порядке, и которые ведут к соответствующим им Роботам-мастерам. После победы над этими боссами, игрок должен сразиться с доктором Вайли.
Игра имеет несколько значимых геймплейных отличий от оригинала. Был добавлен новый предмет, Энергетический бак (англ. Energy Tank), который позволяет игроку восполнить здоровье персонажа в любой момент. Также была введёна система паролей, позволяющая игроку вернуться к нужному моменту в прохождении игры после перезагрузки системы. После победы над каждым Роботом-мастером показывается пароль, в котором хранятся список побеждённых Роботов-мастеров и количество собранных баков. В отличие от первой игры, Mega Man 2 не ведёт подсчета очков, и игрок не может вернуться к уровням Роботов-мастеров после их прохождения.

## Разработка
Таким образом, мы по своей воле собрались и работали усиленно, очень усиленно, по 20 часов в день для того чтобы закончить игру, потому что мы делали нечто, что мы хотели сделать. Наверное, за все годы проведенные мной в видеоигровой компании, это было самый лучший период моей работы в Capcom, потому что мы действительно работали над целью, мы заложили всё, мы делали то что хотели делать. И это действительно проявилось в игре, потому что это игра, ещё раз, в которую мы вложили всё наше время, силы и любовь.
Игра Mega Man, выпущенная в 1987 году, не была достаточно успешной, чтобы оправдать немедленное создание её продолжения. По словам Роя Озаки, главный разработчик Акира Китамура хотел сделать продолжение Mega Man, но продюсер Токуро Фудзивара был против. После этого Китамура пошёл к вице-президенту Capcom за разрешением, и команде дали разрешение на разработку игры с условием, что они также будут работать параллельно и над другими проектами. Команда провела своё время над проектом занимаясь улучшением оригинала путем добавления новых уровней и оружия, а также улучшая графику. Руководитель проекта первой игры Mega Man пригласил Инафунэ в команду сиквела; на этот момент Инафунэ работал над другой игрой. При разработке предыдущей игры Инафунэ работал художником и дизайнером персонажей, но с сиквелом стал более активно участвовать в процессе разработки. «Работа над Mega Man 2 отметила мой второй год в этом бизнесе, и я даже стал наставником „нового ребёнка“, который открыл целый новый мир стресса для меня», рассказал Инафунэ. Срок разработки игры составил лишь 4 месяца.
При разработке первой игры возникла нехватка доступного места на картриджах, и поэтому часть содержимого была исключена из конечного продукта, и позднее использована в Mega Man 2. Команда была ограничена техническими возможностями приставки и поэтому персонажи были нарисованы пиксель-артом чтобы сохранить согласованность между дизайном и конечным продуктом; однако некоторые элементы дизайна были утеряны. Геймплей оригинальной игры был перенесён в новую, но команда добавила больше ловушек для игрока на уровни. Также были добавлены три вспомогательных предмета, поскольку потребители жаловались в отдел маркетинга Capcom по поводу высокой сложности предыдущей игры. Руководитель Инафунэ был «особенно не уверен» насчёт полезности Энергетических баков.
Первая игра не получила при разработке никакого влияния со стороны фанатов, но при разработке второй игры Китамура хотел собрать идеи игроков и вставить их в игру. Разработчики решили собрать идеи для дизайна боссов от фанатов. В Capcom получили 8370 писем с дизайнами боссов, однако дизайны итоговых восьми Роботов-мастеров были «подправлены». Инафунэ хотел, чтобы его художественные работы для Mega Man 2 имели более «анимешный» стиль, чем у первой игры. Для североамериканского издания была добавлена возможность выбора сложности. Оригинальная версия была названа «сложной»; в «нормальной» версии враги были сделаны слабее.
Саундтрек для Mega Man 2 был написан Такаси Татэиси, который был упомянут в титрах как Ogeretsu Kun. Манами Мацумаэ, написавшая музыку для Mega Man, помогла написать часть мелодии для уровня Air Man. Как и в случае с предыдущей игрой, звуковой дизайн был запрограммирован Ёсихиро Сакагути, упомянутым в титрах как Yuukichan’s Papa.
Марк Эриксен, иллюстратор обложек для видеоигр, нарисовал обложку для коробки североамериканского издания, на которой Мегамен стреляет из пистолета вместо своего Мега Бастера. Эриксен объяснил: «Я ничего не знал о Мегамене, и [посмотрев на персонажа в действии] я сказал арт-режиссеру: „Из чего он стреляет?“ … Он ответил: „Ну, у него должен быть пистолет, потому что я не вижу винтовки“. … Я сказал: „Итак, пистолет? Ты хочешь, чтобы я нарисовал пистолет?“ … И он сказал: „Да, поставь там пистолет“. Поэтому я сделал то, что мне сказали, и я нарисовал там пистолет. Добавим к тому, что у них было всего полтора дня на то чтобы я сделал рисунок, и то что мы получили в итоге было не самым хорошим результатом. Но точно результатом который не был моей виной. Я имею в виду, они сказали мне дать ему пистолет!».

## Оценки
| Иноязычные издания | Иноязычные издания |
| Издание            | Оценка             |
| ------------------ | ------------------ |
| EGM                | 8/10               |
| Mean Machines      | 95 %               |

Несмотря на то что первая игра серии, Mega Man, имела плохие продажи, Mega Man 2 получила огромный успех. С момента выпуска в 1988 году Mega Man 2 продалась количество более 1,5 миллионов копий по всему миру. Mega Man 2 была положительно оценена критиками. Четыре обозревателя Electronics Gaming Monthly — Стив Харрис, Эд Семрад, Донн Науэрт и Джим Аллей — оценили игру благосклонно. Они написали, что она лучше Mega Man, ссылаясь на улучшенные аудио-визуальные эффекты, новые улучшения и систему паролей. Однако Науэрт и Аллей выразили разочарование тем что игра была менее сложной чем её предшественница. Обозревательница сайта 1UP.com, Надя Оксфорд, похвалила эстетику игры и её игровой процесс. Она далее заявила, что Mega Man 2 улучшила игровой процесс своей предшественницы, убрав чрезмерно сложные элементы. Два обозревателя Mean Machines, Джулиан Ригналл и Мэтт Риган, похвалили несколько аспектов игры. Ригналл похвалил игровой процесс, сославшись на его увлекательность и головоломки. Риган отметил сложность и назвал игровой процесс сбалансированным. Оба обозревателя похвалили графику, назвав её детализированной и ошеломляющей, и охарактеризовали Mega Man 2 как отличный платформер. Ричард Бёртон, редактор журнала Retro Gamer, назвал игру «обязательной» для прохождения, аналогичные комментарии оставили и два обозревателя Electronics Gaming Monthly. Зак Миллер в обзоре в журнале Game Informer связал успех игры с возможностью выбора уровней, которая позволила игроку определять на свой вкус порядок прохождения уровней. Он похвалил простое управление и разнообразие оружия и предметов. Сайт GamesRadar поставил игру на второе место среди лучших игр для NES, назвав её «вершиной» 8-битных игр серии Mega Man.
В рейтинге 200 лучших игр для приставок Nintendo, опубликованном в американском ежемесячном журнале Nintendo Power, Mega Man 2 была поставлена на 33 место из 200.

## Наследие
Кэйдзи Инафунэ утверждал что успех Mega Man 2 сделал серию Mega Man хитом, который породил множество сиквелов. Обозреватель 1UP.com прокомментировал, что игра помогла серии стать выдающейся и коммерчески успешной игровой франшизой. IGN привёл Mega Man 2 в качестве примера игры, которая помогла установиться action-platforming жанру. Retro Gamer отметил что игра помогла серии получить заметное присутствие на рынке, что позволило появиться её спин-оффам и продолжениям. Многие элементы оригинальной серии Mega Man были установлены первой игрой, но Mega Man 2 добавила важные элементы, которые использовались в дальнейшей части серии. Серия с Mega Man 2 стала использовать в каждой игре по восемь Роботов-мастеров, в отличие от шести в оригинальной, что стало традицией. Кроме этого, начиная с Mega Man 2 в серии стали использоваться вступительные заставки. Игра ввела энергетический бак, специальные вещи для помощи в перемещениях, комнату с телепортами и систему паролей, которые стали использоваться в следующих играх. Энергетический бак стал знаковым инструментом восполнения здоровья, и позже стал вдохновением для рекламного напитка «Rockman E-Can». Во время разработки Mega Man 9 продюсеры Инафунэ и Хиронобу Такешита обратились к первым двум играм серии в поиске вдохновения, и Mega Man 2 стала стандартом который нужно было превзойти для удовлетворения ожиданий поклонников. Планировалось, что в Mega Man Universe должен был присутствовать ремейк сюжетной кампании Mega Man 2 и настраиваемые персонажи и уровни. Однако Capcom позднее отменила Universe, ссылаясь на «различные причины». Замок Вайли, показанный в Mega Man 2, появляется в файтинге Super Smash Bros. for Nintendo 3DS and Wii U в виде отдельного этапа в обеих версиях игры.
В 1994 году был создан ремейк игры и включён в сборник Mega Man: The Wily Wars для Sega Mega Drive вместе с первой и третьей частями. Этот ремейк содержал улучшенную графику и аранжированную под звуковой чип Mega Drive музыку.